# Медзанотте, Сильвия
Си́львия Медзано́тте (итал. Silvia Mezzanotte, род. 22 апреля 1967 года, Болонья, Эмилия-Романья, Италия) — итальянская певица.
С 1999 по 2004 годы была солисткой итальянской группы Матиа Базар, а затем вернулась в группу в 2010 году. Параллельно Медзанотте занимается сольной карьерой.

## Биография

### Начало
«Когда вырасту, буду певицей», — ещё ребёнком говорила Сильвия Медзанотте. Но её застенчивость позволяла ей петь только в стенах своей комнаты… «Я заставляла своих родителей слушать себя, стоя за закрытой дверью моей комнаты», — вспоминает она.
В 1990 году с песней Sarai grande (рус. «Ты будешь большим») Сильвия впервые участвовала в музыкальном фестивале Сан-Ремо и завоевала четвёртое место в категории Giovani (рус. «Новые голоса») .
В последующие годы она сотрудничала с разными артистами, такими как Лаура Паузини, Франческо Де Грегори, Андреа Бочелли и Миа Мартини.

### Вступление в группу Матиа Базар
В 1999 году Джанкарло Гольцы (Giancarlo Golzi), лидер итальянской музыкальной группы Матиа Базар, услышав пение Сильвии, предложил ей стать их новой вокалисткой. Дебют состоялся в 2000 году на музыкальном фестивале в Сан-Ремо, где они представили песню Brivido caldo (рус. «Горячий озноб»), которая заняла седьмое место. В 2001 году они снова поднялись на сцену театра «Аристон» и заняли третье место с песней Questa nostra grande storia d’amore (рус. «Наша большая история любви»). В 2002 году с песней Messaggio d’amore (рус. «Любовное послание») они получили гран-при этого фестиваля и отправились в турне, результатом которого стал первый «живой» альбом Матиа Базар Messaggi dal vivo.
В 2004 году Сильвия покинула группу Матиа Базар и возобновила свою сольную карьеру, чтобы иметь возможность выразить себя через более личные композиции.

### Сольная карьера
В 2006 году вышел её дебютный сольный альбом Il viaggio (рус. «Путешествие») (продюсер Алессандро Коломбини (Alessandro Colombini)), в котором представлены восемь песен, повествующих о мыслях и чувствах женщин. В декабре того же года Массимо Раньери предложил Сильвии спеть дуэтом песню Perdere l’amore (рус. «Потерять любовь»), вошедшую в его альбом Canto perché non so nuotare (рус. «Пою, потому что не умею плавать»). Годом позже Сильвия участвовала в четырёх выпусках его телешоу Tutte donne tranne me (рус. «Все женщины, кроме меня») в качестве постоянного гостя.
Сильвия в корне меняет направление своей творческой деятельности. Она принимает участие в различных теле- и радиопередачах, обращаясь к репертуару женщин-исполнителей мирового уровня. В том же году Сильвия входит в состав участников третьего выпуска музыкального реалити-шоу Music Farm, организованного Симоной Вентура (Simona Ventura) на Rai 2.
В 2008 году вышел её второй сольный альбом Lunatica (композиторы Эмилио Мунда (Emilio Munda) и Маттэо Гаджоли (Matteo Gaggioli)), раскрученный видеороликом Non c'è contatto (рус. «Нет контакта»). В альбоме чередуются кавер-версии таких песен, как Oggi un Dio non ho (Raf) (рус. «Сегодня у меня нет веры» Рафа), La cura (рус. «Забота») Франко Баттьято, Era già tutto previsto (рус. «Всё было уже понятно») Риккардо Коччанте и Non abbiam bisogno di parole (Ron) (рус. «Нам не нужны слова» Рона), с новыми песнями, часть из которых написана самой Сильвией.
В сентябре того же года Сильвия присоединилась к актерскому составу телевизионной программы Volami nel cuore, эстрадного шоу субботними вечерами на Rai 1.
В 2009 году она начинает новый для себя театральный путь с постановкой Regine (рус. «Королевы»). Это сольный концерт в джазовых тонах — дань почтения «королевам» музыки, которые способствовали музыкальному росту Сильвии. В сопровождении Пино де Фазио (фортепьяно) (Pino De Fazio), Лука Кантелли (контрабас) (Luca Cantelli) и Макса Говони (ударные) (Max Govoni) она исполняет на семи языках лучшие песни из репертуара певиц международного уровня: Лайзы Миннелли, Сары Вон, Мэрилин Монро, Мины, Эдит Пиаф, Эллы Фитцджеральд, Мии Мартини, Амалии Родригиш, Риты Хейворт, Марии Каллас, Анны Маньяни, Ниллы Пиццы (Nilla Pizzi).

### Возвращение в Матиа Базар
В сентябре 2010 года Сильвия вернулась в группу Матиа Базар. Уже в октябре они записали сингл «воссоединения» Gli occhi caldi di Sylvie (рус. «Горячие глаза Сильви»), а в марте 2011 года увидел свет альбом Conseguenza logica (рус. «Логическое следствие»), в котором содержатся тринадцать новых песен, написанных в духе, типичном для Матиа.
В феврале 2012 года Сильвия с Матиа Базар участвуют в 62-м фестивале в Сан-Ремо с песней Sei tu (рус. «Это ты»), написанной Пьеро Кассано (Piero Cassano) и Джанкарло Гольцы.
С мая 2012 года Сильвия задействована в двух турах:
— с Матиа Базар в Италии и за рубежом в Conseguenza logica tour 2012, полностью обновленном шоу этой группы, которое охватывает все наиболее важные этапы их 37-летней карьеры;
— со своим сольным концертом Regine на открытых площадках и в театрах Италии.

### Преподавательская деятельность
В течение ряда лет Медзанотте уделяет много внимания преподаванию вокала как на мастер-классах, организованных по всей Италии, так и на специальных курсах и индивидуальных занятиях. Вместе с маэстро Риккардо Руссо (Riccardo Russo) они держат в постоянной разработке инновационный метод обучения пению, который нацелен на глубокое понимание не только технической стороны исполнения (вокальной и физической), но и творческому раскрытию образа.

## Дискография

### Альбомы
- 2006 — Il viaggio
- 2008 — Lunatica

### Синглы
- 1990 — Sarai grande
- 2010 — Nell’aria

## Дискография с Матиа Базар

### Альбомы
- 2000 — Brivido caldo
- 2001 — Dolce canto
- 2002 — Messaggi dal vivo
- 2011 — Conseguenza logica
- 2012 — Conseguenza logica Sanremo version
- 2015 — Matia Bazar DVD LIVE 40th Anniversary Celebration

### Синглы
- 2000 — Brivido caldo
- 2001 — Questa nostra grande storia d’amore
- 2010 — Gli occhi caldi di Sylvie